# Гулак Юрій Костянтинович
Юрій Костянтинович Гулак (нар. 11 червня 1927, с. Перекопівці — помер 19 жовтня 2001, Полтава) — український астрофізик, теоретик, викладач.

## Біографія
Народився 11 червня 1927 року в селі Перекопівці Роменського району Полтавської округи (тепер Сумська обл.). Батько — Костянтин Дмитрович, працював директором у школах Роменського і Лохвицького районів. Мати — Марія Олександрівна (до шлюбу Яновська, походить із сім'ї Гоголів-Яновських), працювала учителькою молодших класів.

### Школа
Оскільки Юрій дуже добре читав, знав багато віршів напам'ять, то його прийняли в перший клас на один рік раніше. У 1935 році його батька призначили директором школи № 1 у м. Ромни. Юрія ж батьки віддають навчатися до середньої школи № 2, щоб ніхто не завищував оцінок. У цій же школі раніше навчався видатний радянський фізик А. Ф. Йоффе.
У червні 1941 р. Юрій закінчує 7-й клас, а у вересні сім'я евакуюється у Новокалитвянський район Вороніжської області, де батька призначають завідувачем районного відділу народної освіти. Тут Юрій закінчує курси трактористів і в районному будинку культури керує дитячим драматичним гуртком, мріє стати артистом.
Новий наступ гітлерівських військ змусив родину Гулаків евакуюватися у с. Благодатне Саратовської області. Незабаром батька забирають на військову службу, а мати працює в дитячому будинку для дітей, евакуйованих з Москви. Юрій закінчує восьмий клас.

### Університет
У 1945 році Юрій закінчує десятий клас і поступає на фізичний факультет Київського університету.
Дипломною роботою, а згодом і навчанням в аспірантурі керував відомий астрофізик, спеціаліст із загальної теорії відносності, пізніше директор Київської астрономічної обсерваторії — Олександр Федорович Богородський.

### Аспірантура
Матеріал спостережень для кандидатської дисертації «Просторова структура і абсолютна фотометрія планетарних туманностей» Юрій Костянтинович Гулак отримав особисто на інструментах високогірної (1750 м над рівнем моря) астрофізичної обсерваторії Абастумані Грузинської Академії Наук.
Восени 1952 року на партійних зборах університету при обговоренні тез доповіді до XIX з'їзду партії він виступив зі своїми міркуваннями про необхідність покращення оплати праці колгоспників. У січні 1953 року за підписом секретаря Сталінського райкому партії м. Києва в газеті «Правда України» з'явилася стаття «Про ідеологічні помилки в роботі столичного університету», у якій згадувалося прізвище Гулака. Постало питання про виключення Юрія Гулака з аспірантури і з партії. Проте смерть Сталіна Й. В. зняла питання виключення з повістки денної.
У 1953 році Юрій Костянтинович закінчив аспірантуру.
Тодішній директор Головної астрономічної обсерваторії (ГАО) АН України А. О. Яковкін говорив: «Юра, я з задоволенням узяв би Вас до себе, але не можу, зрозумійте мене». Раніше його запрошував на наукову роботу директор Абастуманської обсерваторії Євгена Харадзе, а також в Астрономічний інститут ім. Штернберга (рос. ГАИШ) Московського університету.

### Педагогічні будні
Після аспірантури працює у Сумському педагогічному інституті на посадах старшого викладача, завідувача кафедри фізики, декана фізико-математичного факультету. Читає курси механіки, атомної фізики, астрономії.
Кандидатську дисертацію захистив у 1958 році.
Отримує запрошення від директора ГАО академіка АН України Є. П. Федорова зайняти в Головній астрономічній обсерваторії посаду старшого науковця, а пізніше заступника директора обсерваторії. За сімейними обставинами та необхідністю відпрацьовувати отримане житло — відмовляється.
У 1962 році одержав учене звання доцента.
У 1966 році призначений заступником ректора по навчальній роботі Полтавського педагогічного інституту. На цій посаді працював до 1970 року.
З 1978 по 1982 рік — завідувач кафедри фізики Полтавського педагогічного інституту.
За час роботи у вузах Юрій Костянтинович підготував понад 6 тисяч вчителів фізики і математики, з яких більше 10 захистили кандидатські дисертації.
У співавторстві з викладачами вузів України написаний і опублікований підручник «Астрономія» для фізико-математичних факультетів педінститутів (вперше українською мовою), який витримав два видання, а також посібник для вчителів «Фізика космосу».
Проводив активну науково-популяризаторську роботу серед населення.
З 1991 року (по 1999) стає науковим працівником — старшим науковим співробітником Полтавської Гравіметричної обсерваторії Національної Академії Наук України, до середини 90-х суміщаючи цю роботу з викладацькою діяльністю.
Юрій Костянтинович Гулак пішов із життя 19 жовтня 2001 року. Похований у Полтаві.

## Відкриття
Юрій Костянтинович заклав основи статистичної теорії квантування в ньютонівських планетарних системах.
1964 року Міністерство Освіти УРСР направило до Всесоюзного Комітету (Москва) у справах винаходів і відкриттів роботу Юрія Костянтиновича Гулака «Деякі питання теорії гравітаційного поля і нові закономірності в Сонячній системі».
Робота зареєстрована 18 серпня 1964 року, № 46794 з пріоритетом 5 червня 1964 року.
Згідно з розвинутої ним статистичної теорії гравітуюча речовина навколо центра притягання повинна розміщуватися на сумірних віддалях від нього:
при парних і непарних {\displaystyle n} . Елемент сумірності {\displaystyle a_{0}}, залишаючись сталим в межах однієї системи, залежить від маси її центрального тіла {\displaystyle M}
Із теорії також слідує дискретний розподіл інших параметрів орбіт.
Теоретична частина цих досліджень нині викладена в значній кількості публікацій і стала основою для подальших відкриттів.
Як підтверджують результати астрономічних спостережень, в Сонячній системі проявляється єдина закономірність розподілу за середніми віддалями від центрів притягання речовини, представленої: великими планетами і астероїдами, кометами, великою кількістю рухомих тіл-супутників в межах люків астероїдного поясу— метеорних частинок; системами супутників і відносно стабільних дискретних пилових кільцевих утворень (поясів) навколо планет, в кожному з яких зосереджена однорідна, ніби відсепарована за ступенями подрібненості (і відповідно інертності) гравітуюча метеорна речовина.
Підтвердження передбачень, опублікованих Юрієм Костянтиновичем Гулаком :
- понад 4 тис. відомих на 1991 рік астероїдів знайшли своє місце в розділених люками кільцевих поясах (ізоенергетичних комплексах) на передбачених теоретично віддалях не лише між Марсом і Юпітером, а й між іншими планетами;
- 1964 року були передбачені на теоретично обчислених віддалях від Сонця астероїдно-кометоїдні пояси, із яких (а не лише із хмари Оорта) черпаються короткоперіодичні комети;
- у процесі метеорних експериментів на космічних апаратах «Зонд», «Венера» (пізніше на американських «Піонерах») відкриті передбачувані стабільні дискретні кільцеві пилові пояси в системі Сонця (зокрема в люках астероїдного пояса);
- відкриті і виявлені на передобчислених віддалях передбачені теоретично єдині за своєю природою стабільні дискретні кільцеві пилові утворення (пояси) з розвинутою тонкою структурою навколо Землі і Місяця (радянськими ШСЗ «Електрон-1», «Електрон-3»[ru], «Луна-10», пізніше зарубіжними  [Архівовано 9 березня 2016 у Wayback Machine.]).
- Структура кілець і положення супутників Юпітера, Сатурна і Урана також узгоджуються з його теорією.

Аналогічні залежності та реальні характерні дискретні закономірності спостерігаються і в атомних системах. Це дає право Юрію Костянтиновичу Гулаку стверджувати, що механіка класична і квантова значною мірою ідентичні.
Працюючи над доведенням єдиної сутності механіки космічних і атомних планетарних систем (класичної і квантової теорії) Юрій Костянтинович Гулак одержав рівняння, аналогічне рівнянню Шредінгера, із суто класичних позицій.
Щорічно Юрій Костянтинович одержував запрошення до участі у зарубіжних Міжнародних конференціях з відповідної проблематики, але стан здоров'я, фінансові та мовні бар'єри не дозволяли скористатись ними.
Міжнародним Біографічним Центром (Кембридж, Англія) ім'я Гулака Юрія Костянтиновича занесене до «Книги лідерів сучасного наукового прогресу».

## БІБЛІОГРАФІЯ

### Наукові публікації
1. Абсолютная поверхностная фотометрия туманностей. — X науч. сессия (Киев, ун-та): Тез. докл. Секция физики,- К., 1953. — С. 27.
2. Абсолютная фотометрии некоторых планетарных туманностей // Астрон.циркуляр. — 1956. — № 169. — С. 7-9.
3. Распределение яркости в изображении туманности с постоянной плотностью // Бюл. ВАГО. — 1956. — № 23. — С. 31-35.
4. Наблюдение солнечного затмения 30 июня 1954 г. в с. Михновцы Полтавской области // Бюл. ВАГО- 1957. — № 20. — С. 51-54 — Соавт.: Безкостый И. Д.
5. Пространственная структура некоторых планетарных туманностей // Астрон. журн. — 1957. — Т. 34, вып. 6. — С. 827—836.
6. Фотометрия изображений некоторых планетарных туманностей // Астрон. журн., 1957. — Т. 34. вып. 4. — С. 516—524.
7. Детальная фотометрия и пространственная структура планетарных туманностей NGC 6720, 7009 и 7662: Автореф. дис. … канд. физ.-мат. наук. — Сумы, 1958.- 11 с.
8. Замечание к объяснению распространения световой волны вокруг Новой Персея 1901 // Астрон. журн.- 1960. — Т. 37, вып. 4. — С. 686—689.
9. О методе стандартизации по внефокальным дискам звезд // Циркуляр Астрон. Обсерв. Киев, гос. ун-та им. Т. Г. Шевченко.- 1961. -№ 70. -С. 15-22.
10. Про деякі закономірності в Сонячній системі. В кн.: З досвіду викладання математики і фізики. — X.. 1962. — С. 118—137.
11. До питання про походження Сонячної системи / Доповіді та повідомлення. Наукова сесія педінституту. — Суми, 1963. — С. 61-62.
12. Некоторые вопросы теории гравитационного поля и новые закономерности в Солнечной системе / Аннотация работ, представленных МО УССР в Госкомизобретений Сов. Мин. СССР. Удостоверение о регистрации № 46794 от 18.08.64 г. с приоритетом 5.06.64г. − 11 с.
13. Про один фізичний аспект закона Боде-Тіціуса / Тези доповідей та повідомлень наук. конф. кафедр інституту. — Суми. — 1966 р. — 25-26 серпня. — C. 120—121.
14. Деякі дослідження латентного зображення / Там же. — С. 154—155 — Співав.: А. О. Богопольський, П. А. Скоробагатько.
15. К теории поля. I. Полединамическое равновесие. — Изв. высш. учеб. заведений. Физика, 1971. -№ 10. — С. 46- 52.
16. К теории поля. II. О минимальном кинетическом моменте при движении в естественном центральном поле. — Изв. высш. учеб. заведений. Физика. 1971. -№ 10.-С. 52-56.
17. К теории поля. III. Спектр энергий и элементы стационарных орбит в центральных гравитационных полях. — Изв. высш. учеб. заведений. Физика, 1972.-№ 8.- С. 36-44.
18. О распределении тел сателлитов по средним расстояниям в системах Солнца, Юпитера, Сатурна и Урана. — Астрометрия и астрофизика. — К.. 1972.-Вып. 16. — С. 92-99.
19. Еще об одном аналоге уравнения полединамического равновесия. — Изв. высш. учеб. заведений. Физика, 1973. — № 2. — С. 39-42.
20. Третий закон Кеплера и гипотеза «Квант». — Изв. высш. учеб. заведений Физика, 1973. -№ 4. — С. 51-54.
21. Статистическое квантование в микро- и макросистемах с притягивающим центром. — Некоторые вопросы физики космоса — М., 1974. — Сб. 2. — С. 95- 114.
22. К открытию Хирона, колец Урана и Юпитера // Астрон. циркуляр. — 1979. — № 1061.- С. 6-8.
23. О соизмеримостях (резонансах) в Солнечной системе // Астрон. журн. — 1980.- Т. 57, вып. 1.- С. 142—153.
24. On commensurabilities (resonances) in the Solar system // Sov. Astron. — l980. , v.24, 1. — Publ. American lnstitute of Physics. — Р.84-89.
25. К открытию тонкой структуры колец Сатурна и пояса астероидов // Астрон. циркуляр. — 1981. — № 1165, 5 мая. — С. 5-8. — Соавт.: Еремин В. И., Мысык  И. А., Федий  П.  М., Руденко  А.  П.
26. Еще раз о тонкой структуре колец Сатурна и пояса астероидов // Астрон. циркуляр. — 1982. — № 1233, 2 августа. — С. 4-8.
27. Закономерности распределения метеорного вещества в Солнечной системе. — Тез. докл. Всесоюз. конф. по физике и динамике малых тел Солнечной системы. — Душанбе, 1982. — С. 23.
28. Макроквантовые явления в Солнечной системе. — IV Четаевская Всесоюз. конф. по устойчивости движения, аналит. механике и управлению движением: Аннот. докл. — М, 1982. — С. 17.
29. Несколько механических инвариантов эллиптических орбит // Астрон. вестн. 1982 — Т. 16,- № 4.- С. 247—251.
30. Пылевые кольцевые структуры вокруг Земли // Астрон. циркуляр. — 1982. — № 1237, 11 октября. — С. 2-6.
31. О возможности образования дискретных пылевых поясов вокруг Земли // Астрон. вестн. — 1983. — Т. 17, № 4. — С. 232—237.
32. Макроквантовые явления в Солнечной системе. — Устойчивость движения. — Новосибирск: Наука, АН УССР. — 1985. — С. 196—201.
33. Соизмеримости и макроквантовые явления в Солнечной системе. I Проблема, принципы, модель. — Препринт Института теорфизики АН УССР. ИТФ — 86-91Р Киев, 1986. — 27 с.
34. Соизмеримости и макроквантовые явления в Солнечной системе. II Стабильные механические структуры. — Препринт Института теорфизики АН УССР, ИТФ — 86-92Р Киев, 1986. — 28 с.
35. Теоретические предсказания и результаты изучения распределения метеорного вещества в системах Земли, Луны и Солнца. — Доклад и Решение Всесоюзной конф. «Физика и динамика метеорных тел». Кацивели, Крым. — 1986 г. — 14-17 октября.
36. О межпланетных стабильных многопоясных резервуарах кометных тел // Кинематика и физика небесных тел. — 1987. — Т.З — № 6. — С. 13-18.
37. Gravitation — the principal cause of Saturns rings' radial structure // «Dust in the Universe». Manchcster.Abstracts. — 14-18 December 1987. — P. 543.
38. О единой закономерности распределения малых тел в системе Солнца и планет. I Теория. — Методы исследования движения, физика и динамика малых тел Солнечной системы. Тезисы докл. Всесоюзной конф. — Душанбе. −1989 г. — 22-26 августа. — С.20.
39. О единой закономерности распределения малых тел в системе Солнца и планет. II Результаты анализа наблюдений. — Методы исследования движения, физика и динамика малых тел Солнечной системы. Тезисы докл. Всесоюзной конф. — Душанбе. — 1989 г. — 22-26 августа. — С.21.
40. О единой закономерности распределения малых тел в системе Солнца и планет. III Анализ наблюдений. — Методы исследования движения, физика и динамика малых тел Солнечной системы. Тезисы докл. Всесоюзной конф. — Душанбе. — 22-26 августа 1989г. — С.21-22. — Соавт.: Дычко И. А.
41. Некоторые особенности распределения орбит астероидов по эксцентриситетам и наклонам. Методы исследования движения, физика и динамика малых тел Солнечной системы. Тезисы докл. Всесоюзной конф. — Душанбе. — 1989 г. — 22-26 августа. — С.22. — Соавт.: Дычко И. А.. Новикова Ю. П., Федий П. М.
42. On the Common nature of the bodies distribution in the systems of Sun and planets // «Asteroids, Comets, Meteors. 3». Uppsala. 12-16 June 1989. Abstracts. — Upps.Astron.Obs. Report 48. — P.53.
43. О радиальной структуре системы Сатурна // Кинематика и физика небесных тел. — ДЕП в ВИНИТИ. — 1990 г. — 26 января. — № 1059. — В90. — 19 с.
44. On the common Nature and Theory of the quantum phenomena // Abstracts of pap.Submit.to the 126th IAU Collocvium «Origin and Evolut. of Interplan. Dust» — August 27-30 l990 — Kyoto, Japan. P. 106.
45. On the common Nature of the Bodies distribution in the Cosmic Planetary Systems // Abstracts of pap. Submit.to the 126th IAU Collocvium «Origin and Evolut. of Interplan. Dust». — August 27-30 1990. — Kyoto, Japan.
46. Макроквантовые явлений в системе Сатурна // Кинематика и физика небесных тел. — 1994. — ТЛО, № 5. — С. 3-8.
47. Теоретичні основи макроквантового розподілу гравітуючої речовини в космічних системах // Людина. Земля. Космос: Матер. міжнар. наук. конф. — Полтава, 1997. — С.44-45.
48. Єдина квантова теорія космічних і атомних планетарних систем.// Педагогічна практика та філософія освіти. Матер.міжнар.наук. конф. — 25-26 листопада 1997. — Полтава, 1997. — С.48-49.
49. Статистичний аналіз просторового розподілу планет і астероїдних комплексів системи Сонця // 36. наукових праць ПДПІ ім. В. Г. Короленка. — Вип. З, Серія "Фізико-математичні науки. — Полтава, 1998. — С.76-79. — Співавт: Федій П. М., Єрьомін В. І.
50. Закони Кеплера і дискретний розподіл речовини в планетарних системах / Матеріали третього з'їзду УАА. — Інформаційний Бюлетень УАА. — 1995. — № 7. — С. 104.
51. Макроквантові явища в розподілі планет і астероїдів системи Сонця / Там же. — С. 104—105.
52. On the nature of regularities in the radial structure of Saturnian rings / «ASTRONOMY IN UKRAINE — 2000 AND BEYOND» — June 5-8 2000. Kyiv, Ukraine. Proceeding.s — P 245—247 — Coauthor: Dichko I. A.
53. The Titius law and its physical fundamentals. — Ibid. — P. 251. Coauthor: Dichko  I.  A.
54. Statistical analysis of gravitating substance distribution in the Solar system. Ibid. P. 248—250. Coauthors: Fedij P M, Yeremin V.I.

### Науково-методичні публікації
1. Яркий болид // Природа. — 1955. — № 4. — С. 86-87. — Соавт.: Левин Б. Ю., Скоробагатько А. Ф., Зеленцов В. П.
2. Фотографирование небесных объектов // Физика в шк. — 1959. — № 1. — С. 108—109. — Соавт.: Довгоброд И. Я.
3. Деякі загальні вимоги до методики проведення практичних занять з дисциплін фізико-математичного циклу. — МО УССР, Сумський педінститут. Суми, 1961. — С. 3-7. — Співавт.: Ляшенко Л. І., Чертков Й. Я.
4. Об одном способе получения закона всемирного тяготения из законов Кеплера. — Изв. высш. учеб. заведений. Физика. — 1966. — № 2. — С. 171—173.
5. Предмет дослідження — самостійна робота // Газ. Комсомолець Полтавщини. — 1969 г. — 29 травня. — 4 с — Співавт.: Горбенко П.
6. Астрономія: Посібник для фіз.-мат. фак. пед. ін-тів. — К.: Вища шк., 1971—384 с. — Співавт.: Боярченко І. X., Раздимаха І. С., Сандакова Є. В.
7. Астрономія: Посібник для фіз.-мат. фак. пед. ін-тів. — 2-е вид., переробл. і доп. К.: Вища шк., 1976. — 320 с. Співавт.: Боярченко І. X., Раздимаха І. С.. Сандакова Є. В.
8. Прибор для имитации звездного неба // Вести, высш. шк. — 1976. — № 1, С. 25-21.
9. Фізика космосу: Посібник для факультативних занять. — К.: Рад шк., 1976. — 175 с. — Співавт.: Сандакова Є. В.
10. Чи має тіло центр ваги? // Радянська освіта. — 1979. — 22 листопада. — 22 с. — Співавт.: Михайлик П. Я.
11. Про формування деяких понять з механіки // Радянська школа. — 1980. — № 10. — С. 65-69. — Співавт.: Михайлик П. Я.
12. Про формування деяких понять з фізики // Радянська школа. — 1980. — № 1.
13. Некоторые аспекты мастерства вузовской лекции. — Тез. докл. и сообщ. научн.-практ. конф. «Совершенствование педагогического мастерства преподавателей вузов»., 1980. — С. 59-60.
14. О роли физики в формировании личности учителя биологии. — Тез. Всесоюзн. конф.препод, методики биологии. — Полтава, пединститут, 1982. — С. 47-48. — Соавт.: Верезомская А. Л., Руденко А. П.
15. Тільки з рекомендацією // Зоря Полтавщини. — 1984. — 22 лютого. — Співавт.: Верезомська О. Л., Яремко Р. В.

### Науково-популярні публікації
1. День і ніч. Пори року // Календар колгоспника. — Київ. 1953. — 3 с.
2. Полярное сияние 21-22 января 1957 года // Природа. 1957. — № 12. — С.83- 85. — Співавт.: Мартюшенкова В.
3. Сріблисті хмари // Ленінська правда. — 1957 р.- 12 травня. — Суми. — 4 с.
4. Сумчани бачили ракету-носія // Ленінська правда. — 1957 р. — 16 жовтня. — Суми. -1с.
5. Метеорити // Ленінська правда. — 1957 р. — 29 травня. — Суми. -4 с.
6. Від первісних уявлень про небо до космічної ракети // Атеїст. — 1959. — № 1.
7. Кожному району — пересувний планетарій // Войовничий атеїст. — 1960. — № 1.-- С.30-32.
8. Передвижной планетарий // Социалистическая культура. — № 1. — 1960.
9. Проблеми пошуку позаземних цивілізацій. — Полт. обл. орг. «Знание» ; в помошь лекторам. — Полтава. — 1976. — 14 с.
10. Безвідвалка з точки зору фізики // Зоря Полтавщини. — 1981 р. 15 серпня. — 19 с. — Співавт.: Руденко О. П.
11. Шаровая молния — сестра Токамака // Техника — молодежи. — 1982. — № 6. — С. 49-51.
12. Життя в горінні // Зоря Полтавщини. — 1987. — 12 квітня.
13. Звіримо годинники? Про час, його вимірювання і значення для суспільства // Комсомолець Полтавщини. — 1990. — 1 вересня. — 11 с.
14. Людина руху — хто вона? // Постметодика. — 1996. — № 4. С.8-10.[недоступне посилання з липня 2019]